# Ariadne Díaz
Ariadne Rosales Díaz (Puerto Vallarta, 16 de agosto de 1986) é uma atriz mexicana. É mais conhecida no Brasil por interpretar Aurora Sanches em Amanhã é Para Sempre.

## Biografia
Ariadne é uma jovem atriz que iniciou sua carreira estudando no (CEA) Centro de Educação Artística da Televisa, e com 20 anos fez sua estreia em 2007 na telenovela Muchachitas como tú do produtor Emilio Larrosa, onde interpretou "Leticia Hernández" uma jovem de classe media ambiciosa e no fundo boa, esse papel que foi interpretado pela atriz Kate del Castillo na primeira versão da telenovela.
Em 2008, com a produtora Angelli Nesma Medina, entra para Al diablo con los guapos, onde interpretou "Florencia", que teve sua história diretamente relacionada com os atores protagonistas Allison Lozano e Eugenio Siller, chegando a ser esposa dele na trama. Florencia era frívola e ambiciosa, mas no final, se arrepende e termina sendo assassinada por seu ex-marido.
No final de 2008, Ariadne emenda outro trabalho, desta vez a telenovela do produtor Nicandro Díaz González, onde se soma ao grande elenco da telenovela Mañana es para siempre, interpretando a bondosa Aurora; atuou com  grandes atores como Silvia Navarro, Fernando Colunga, Lucero e Rogelio Guerra, sendo filha dos últimos dois na trama. Aurora é uma jovem que sofre demasiadamente que vive sob os cuidados de Dominga María Prado.
Em 2010, Ariadne atua na telenovela Llena de amor da produtora Angelli Nesma Medina, sendo pela primeira vez a protagonista da trama, contracenando com Valentino Lanus seu par romântico na história, Altair Jarabo como a antagonista, e outros grandes atores como César Évora e Azela Robinson.
Está numa relação com o ator Marcus Ornellas e em 2016 se tornou mãe pela primeira vez de um menino chamado Diego, e foi a justa causa para que a atriz se afastasse das telinhas desde de 2014. Antes da estreia de La doble vida de Estela Carrillo este ano, seu último trabalho na TV, foi uma pequena participação de 5 capítulos na 1ª fase de El color de la pasión.

## Filmografia

### Telenovelas
| Ano       | Título                           | Personagem                                                             |
| --------- | -------------------------------- | ---------------------------------------------------------------------- |
| 2024-2025 | Papás por conveniencia           | Haydeé "Aidé" Mosqueda Guerrero de Topete                              |
| 2023      | Vencer la culpa                  | Julia Miranda Chávez                                                   |
| 2023      | Más allá de ti                   | Amanda "Amy" Rodríguez de Harris                                       |
| 2022      | Vencer la ausencia               | Julia Miranda Chávez de Valdez                                         |
| 2018      | Tenías que ser tú                | Marisa Santiesteban Elorza de Moret                                    |
| 2017      | La doble vida de Estela Carrillo | Estela Carrillo Infante / Laura Oviedo Hernández de Cabrera "La Regia" |
| 2014      | La malquerida                    | Acácia Rivas Maldonado                                                 |
| 2014      | El color de la pasión            | Adriana Murillo Rodarte de Graxiola                                    |
| 2012-2013 | La mujer del vendaval            | Marcela Morales Aldama de Casteló                                      |
| 2010-2011 | Llena de amor                    | Marianela Ruiz y de Teresa Pavón / Victoria de la Garza Montiel        |
| 2008-2009 | Mañana es para siempre           | Aurora Artemiza Sánchez Frutos                                         |
| 2007-2008 | Al diablo con los guapos         | Florencia Echeverría de Belmonte                                       |
| 2007      | RBD, la familia                  | Participação especial (telessérie)                                     |
| 2007      | Muchachitas como tú              | Leticia Hernández Fernández "Herfer"                                   |